# Borovke
Borovke (znanstveno ime Pinaceae) so družina dreves in grmičevja iz debla iglavcev, ki rastejo po večjem delu severne poloble. Z 220 do 250 vrstami (odvisno od klasifikacije) so najštevilčnejša družina iglavcev in za cipresovkami druga najbolj razširjena.
Pogosto tvorijo dominantni del borealnih, obalnih in gorskih gozdov, med njimi pa so številni splošno znani in tudi gospodarsko pomembni predstavniki, kot so cedra, jelka, čuga, macesen, bor in smreka.
Z izjemo macesna in rodu Pseudolarix so to vednozelena drevesa ali grmi, ki zrastejo med 2 in 100 m v višino. Rastline imajo nasprotno nameščene iglice in so enodomne. Ženski storži so veliki, dolgi 2–60 cm, moški pa majhni, dolgi 0,5–6 cm, odpadejo kmalu po oprašitvi.